# Почётные граждане Нижнего Новгорода
Почётные граждане Нижнего Новгорода
До революции звание почётного гражданина Нижнего Новгорода присваивалось специальным разрешением императора по ходатайству городской думы.
Во времена СССР — решением Горьковского городского Совета депутатов трудящихся.
В настоящее время — постановлением городской Думы города Нижнего Новгорода.
В 1881 году решением городской думы была заведена Книга почётных граждан. Первыми в книге стали нижегородские купцы Блиновы, Бугровы и Курбатов. Также одним из первых почётных граждан стал Кузьма Минин;
Список почётных граждан на 27 мая 2022 года:
- Абрамов, Евгений Васильевич — Заслуженный тренер РСФСР по конному спорту
- Агафонов, Святослав Леонидович — Заслуженный архитектор РСФСР, реставратор
- Андерссон Бу Инге (Bo Inge Andersson) — Топ-менеджер, президент «Группы ГАЗ»
- Аникин, Михаил Геннадьевич — Директор Детско-юношеской спортивной школы «Нижегородец», заслуженный работник физической культуры Российской Федерации
- Аристархов, Дмитрий Аврамович — Герой Советского Союза, участник Великой Отечественной войны
- Бедняков, Дмитрий Иванович — Депутат Законодательного Собрания Нижегородской области
- Береснева, Глафира Степановна — Директор средней школы
- Бессараб Владимир Владимирович — 1-й секретарь Нижегородского райкома комсомола, Генеральный директор Всероссийского акционерного общества «Нижегородская ярмарка»
- Блохин, Николай Николаевич — Герой Социалистического Труда, хирург, академик РАН
- Блохина, Ирина Николаевна — Эпидемиолог, академик РАМН
- Бобылёв, Владимир Николаевич — Архитектор, профессор, заслуженный работник высшей школы Российской Федерации
- Богданов, Игорь Михайлович — Педагог, заслуженный учитель Российской Федерации
- Бородачёв, Владислав Владимирович — Кандидат технических наук, профессор
- Булавинов, Вадим Евгеньевич — Мэр города Нижнего Новгорода
- Варакса, Сергей Александрович — Директор Нижегородского индустриального техникума
- Верещавин, Иван Степанович — Судья, участник Великой Отечественной войны
- Виноградова, Татьяна Павловна — Кандидат технических наук, профессор
- Вихров, Владимир Валентинович — Актёр театра, народный артист РСФСР
- Волков, Виталий Фёдорович — Участник Великой Отечественной войны
- Воронин, Иван Васильевич — Участник Великой Отечественной войны
- Воронков, Вадим Васильевич — Заслуженный архитектор РСФСР, профессор
- Гапонов-Грехов, Андрей Викторович — Герой Социалистического Труда, физик, академик РАН
- Данилов, Василий Тимофеевич (Георгий) — Митрополит Нижегородский и Арзамасский
- Герасимов, Владимир Алексеевич — Участник Великой Отечественной войны
- Гладышев, Сергей Васильевич — Первый заместитель мэра Нижнего Новгорода по вопросам городского хозяйства
- Гор, Анна Марковна — Заслуженный работник культуры Российской Федерации
- Горин, Сергей Александрович — Министр культуры Нижегородской области
- Гребенщиков, Вадим Анатольевич — Советник генерального директора НПП «Полёт»
- Грехова, Мария Тихоновна — Доктор физико-математических наук, профессор, заслуженный деятель науки и техники РСФСР
- Гусев, Павел Иванович — Скульптор, народный художник РСФСР
- Девятых, Григорий Григорьевич — Герой Социалистического Труда, химик, академик РАН
- Денисов, Владимир Геннадьевич — Заслуженный мастер спорта России по фехтованию
- Дмитриев, Сергей Михайлович — Ректор Нижегородского государственного технического университета, доктор технических наук, профессор
- Духовный, Ефим Евсеевич — Военачальник, генерал-майор танковых войск, участник Советско-финской и Великой Отечественной войны
- Ежов, Юрий Иванович — Доктор медицинских наук, профессор, заслуженный деятель науки Российской Федерации
- Ерехинский, Владимир Владимирович — Председатель исполкома Горьковского городского Совета
- Ермакова, Анна Дмитриевна — Директор Нижегородского государственного академического театра оперы и балета, заслуженный работник культуры Российской Федерации
- Жарков, Николай Сергеевич — Герой Труда Российской Федерации, директор завода «Красное Сормово»
- Жуков, Леонид Степанович — Участник Великой Отечественной войны
- Захаров, Алексей Никонорович — Герой Советского Союза, участник Великой Отечественной войны
- Зотов, Владимир Михайлович — Участник Великой Отечественной войны
- Зубеев, Павел Сергеевич — Доктор медицинских наук, профессор, заслуженный врач Российской Федерации
- Иноземцев, Пётр Васильевич — Участник Великой Отечественной войны
- Камальдинов, Валерий Павлович — Заслуженный строитель Российской Федерации
- Камышева, Евгения Павловна — Доктор медицинских наук, профессор, заслуженный деятель науки РСФСР
- Касьянов Александр Александрович — Композитор, народный артист СССР
- Кирьянов, Игорь Александрович — Кандидат исторических наук, краевед
- Киселёв, Иван Иванович — Герой Социалистического Труда, директор Горьковского автомобильного завода
- Конькова, Нина Михайловна — Участник Великой Отечественной войны
- Коссой, Юрий Маркович — Заслуженный работник жилищно-коммунального хозяйства РСФСР
- Кочин, Николай Иванович — Писатель
- Круглов, Николай Константинович — Заслуженный мастер спорта СССР, двукратный олимпийский чемпион
- Кузмичёва, Людмила Ивановна — Участник Великой Отечественной войны, заслуженный экономист РСФСР
- Кузнецов Виктор Александрович — Дирижёр, народный артист Российской Федерации
- Лазорин, Борис Петрович — Судья, заслуженный юрист Российской Федерации
- Ларин, Анатолий Михайлович — Участник Великой Отечественной войны
- Леонов, Сергей Николаевич — Директор музея истории завода «Красное Сормово»
- Лонщаков, Константин Васильевич — Директор АО «Волговятмашэлектроснабсбыт»
- Луканов, Борис Петрович — Участник Великой Отечественной войны
- Макаров, Евгений Иванович — Участник Великой Отечественной войны
- Мартынов, Борис Павлович — Заслуженный тренер СССР по биатлону
- Мельников, Михаил Леонтьевич — советский революционный, партийный и советский деятель.
- Митенков, Фёдор Михайлович — Герой Социалистического Труда, физик, академик РАН
- Мишин, Александр Иванович — Главный режиссёр Нижегородского театра кукол, народный артист РСФСР
- Моисеев, Валерий Юрьевич — Глава администрации Сормовского района города Нижнего Новгорода
- Мочкаев, Федор Герасимович — Участник Великой Отечественной войны
- Найденко, Валентин Васильевич — Ректор Нижегородского государственного архитектурно-строительного университета, доктор технических наук, профессор
- Нестеров, Аркадий Александрович — Ректор Нижегородской государственной консерватории, народный артист РСФСР
- Кутепов, Николай Васильевич (Николай) — Митрополит Горьковский и Арзамасский
- Обухов, Олег Александрович — Главный врач областной клинической больницы им. Н. А. Семашко, народный врач СССР
- Пронин, Константин Александрович — Участник Великой Отечественной войны
- Пугин, Николай Андреевич — Генеральный директор Горьковского автомобильного завода
- Разуваев, Григорий Алексеевич — Герой Социалистического Труда, химик, академик АН СССР
- Разумовский, Александр Васильевич — Главный врач городской больницы № 13, доктор медицинских наук, профессор, заслуженный врач Российской Федерации
- Рябов, Геннадий Петрович — Ректор Нижегородского государственного лингвистического университета
- Сатаев, Николай Петрович — Глава Канавинского района Нижнего Новгорода
- Свешников, Герман Александрович — Двукратный олимпийский чемпион, заслуженный мастер спорта СССР
- Сериков, Александр Алексеевич — Доктор социологических наук, профессор, вице-губернатор Нижегородской области
- Сивухин, Лев Константинович — Ректор Нижегородской государственной консерватории, народный артист РСФСР
- Сильванов, Дмитрий Павлович — Архитектор
- Скляров, Иван Петрович — Губернатор Нижегородской области
- Скульский, Александр Моисеевич — Главный дирижёр Нижегородской филармонии, народный артист Российской Федерации
- Соколов Александр Александрович — Председатель исполкома Горьковского областного Совета депутатов трудящихся
- Солдатенков, Владимир Иванович — Депутат Законодательного Собрания Нижегородской области
- Стариков, Николай Степанович — Заслуженный строитель РСФСР
- Степанов, Николай Иванович — Бригадир водителей ГПАП-1
- Стронгин, Роман Григорьевич — Ректор Нижегородского государственного университета, заслуженный деятель науки Российской Федерации
- Табарчук, Борис Сергеевич — Участник Великой Отечественной войны
- Теодорович, Михаил Леонидович — Руководитель Управления Федеральной антимонопольной службы по Нижегородской области
- Терентьев, Игорь Георгиевич — Доктор медицинских наук, профессор, заслуженный врач Российской Федерации
- Тишина, Наталья Борисовна — Заслуженный тренер Российской Федерации по художественной гимнастике
- Тишков, Константин Никитич — Ректор Нижегородского государственного технического университета
- Томина, Ольга Николаевна — Директор Нижегородской государственной филармонии, заслуженный работник культуры РСФСР
- Туркин, Николай Иванович — Директор Горьковского завода коробок скоростей
- Турнава, Грамитон Варфоломеевич — Заслуженный строитель РСФСР
- Тятинькин, Виктор Викторович — Генеральный директор завода «Теплообменник», доктор экономических наук
- Умнова, Наталия Семёновна — Педагог, заслуженный учитель Российской Федерации
- Фертельмейстер, Эдуард Борисович — Ректор Нижегородской государственной консерватории, народный артист Российской Федерации
- Харитонов, Владимир Михайлович — Герой Советского Союза, участник Великой Отечественной войны
- Холуева, Татьяна Георгиевна — Скульптор, заслуженный художник РСФСР
- Хуртин, Вячеслав Викторович — Директор Технического музея
- Цецегов, Сергей Степанович — Герой Социалистического Труда, токарь-расточник
- Цыганкова Татьяна Васильевна — Директор Нижегородского театрального училища, заслуженный работник культуры РСФСР, заслуженный деятель искусств Российской Федерации
- Чазов, Евгений Иванович — Герой Социалистического Труда, академик РАН, доктор медицинских наук
- Чикишев, Владимир Николаевич — Основатель, художественный руководитель и режиссёр театра «Пиано», заслуженный работник культуры Российской Федерации
- Чинченко, Фёдор Демьянович — Заместитель директора Горьковского автомобильного завода
- Шавурин, Петр Иванович — Герой Советского Союза, участник Великой Отечественной войны
- Шамшурин, Валерий Анатольевич — Писатель
- Шапошников, Василий Иванович — Участник Великой Отечественной войны
- Шапошников, Лев Евгеньевич — Президент Нижегородского государственного педагогического университета им. Минина
- Шарабанов, Вячеслав Иванович — Мастер спорта международного класса по парашютному спорту
- Шаронов, Геннадий Иванович — Герой Социалистического Труда, токарь
- Шебалова, Марфа Ивановна — Герой Социалистического Труда, полировщица
- Шевченко, Анатолий Андриянович — Генеральный директор Горьковского домостроительного комбината № 1, заслуженный строитель Российской Федерации
- Шихов, Ким Иванович — Председатель Горьковской организации Союза художников РСФСР, заслуженный художник Российской Федерации
- Шупранов, Василий Николаевич — Генеральный директор Нижегородского машиностроительного завода
- Эделев, Николай Серафимович — Доктор медицинских наук, профессор, заслуженный врач Российской Федерации